# Carlo Pisati
Carlo Pisati (Pavia, 4 febbraio 1935 – Pavia, 17 agosto 2011) è stato un politico italiano.

## Biografia
Diplomato in ragioneria, inizia la propria carriera politica nel 1985, quando si iscrive alla Lega Lombarda. Consigliere provinciale a Pavia dal 1986 e consigliere comunale a Broni (Pavia) dal 1990. Nelle consultazioni politiche del 5-6 aprile 1992 è eletto Senatore con 25.461 voti (cifra individuale 21,825) ottenuti nel Collegio di Vigevano. In Senato prende parte alla commissione Igiene e Sanità. Consigliere provinciale a Pavia dal 1993 al 1997 e presidente del Consiglio Provinciale dal 1996, ha dovuto interrompere la carriera politica a causa di problemi di salute.